# パーフェクトダーク
『パーフェクトダーク』（Perfect Dark）は、イギリスのレア社（現・Xbox Game Studios）によって開発されたNINTENDO 64用スポーツ系FPSであり、国内では2000年10月21日に任天堂から発売された。プレイには周辺機器である「メモリー拡張パック」の64本体への接続が必須（但し、国内版のみ）で、通常版と同時に同機器同梱パッケージも発売された。頭文字をとって「PD」と略される場合が多い。
2010年3月17日には、北米のXbox Live Arcadeにてリメイク版の配信が開始された。なお北米版は完全日本語ローカライズがされており（一部、誤訳がある。）、海外アカウントを作成すれば日本国内からでもダウンロード可能である。長らく日本国内での配信は未定であったが、2013年10月11日より日本でも配信開始となった。Z指定のため体験版はない。
2024年6月18日には『NINTENDO 64 Nintendo Classics 18+』にてNINTENDO 64版の配信が開始された。

## 概要
架空の2023年を舞台として、同時代としてはあまりにも高度すぎる技術を多数製品化して急成長を続ける巨大企業や、その巨大企業と裏取引をした宇宙人の地球侵略計画を、秘密調査団体のエージェントとして調査・阻止するFPSゲームである。同じくイギリスのレア社が開発した1997年発売の『ゴールデンアイ 007』のスパイアクションを継承し、進化させた作品である。
ストーリーやキャラクターに関連はないものの、開発者のマーティン・ホリスは本作を『ゴールデンアイ 007』の精神的続編と位置づけた。主人公を女性工作員にしたのは、映画『ニキータ』や映画『間諜X27』からの影響であるという。また、ジョアンナ・ダークという名前は、ジャンヌ・ダルクから取られたものである。
版権はすべてレア社が所有している（レア社は2002年にマイクロソフト社によって買収された）。

## プレイモード
大きく分けて5種類のプレイモードがある。

### ソロ・ミッション
1人でプレイする場合の主なプレイモード。プレイヤーは主人公ジョアンナ・ダークを操り、次々と与えられる任務を遂行していく。
すべてのミッションには、簡単な方から順に「エージェント」、「アドバンスト」、「パーフェクト」という3つの難易度が設けられており、それによって任務の内容や敵の攻撃力、体力、射撃命中率、敵の落とした銃から得られる弾の数などが変化する。ミッションをクリアした場合、それぞれの難易度についてクリアしたことを示す星印が表示される。スペシャルミッション以外のすべてのミッションを「パーフェクト」でクリアすると、敵の体力、強さ、命中力をプレイヤーが設定できる「スペシャル」が新たな難易度として出現する。
ミッションの中には「ターゲットタイム」というものが設定されているものがあり、それを達成することで「チート」と呼ばれるオプションが追加されていく。ただしチートを使用した場合はステージをクリアしたことにはならず、これにより出されたベストタイムなども記録されない。

### コンバットシミュレータ
1〜4人でプレイする場合の主なプレイモード。前作における「対戦モード」に相当し、対戦用アリーナの中で、プレイヤー同士、またはプレイヤーとシミュラントの混合で対戦を行う。ルールやオプション、アリーナなど、複数の要素の組み合わせによって幅広い遊び方が可能となっている。

#### ルール
コンバットシミュレータには全部で6種類の対戦ルールが存在する。前作に登場した「一撃必殺」ルールや「レーダー無効」のチートは廃止され、対戦時の「オプション」として設定できるようになった。
個人戦・チーム戦で選択できるルール
- コンバット

最も基本的なルール。相手を倒すと得点が入る。
- アタッシュケース1

アタッシュケースを保持している間、一定時間ごとに得点が入る。倒されるとアタッシュケースは落としてしまう。
- ハッキング

データリンカを拾得し、ステージ内に設置されたノートパソコンに接続する。ハッキングに成功すれば得点が入る。
- オニごっこ

一般的な鬼ごっことは異なり、オニに指定されたプレイヤーが他のプレイヤーから逃げ回る。オニは一定時間倒されなければ得点が入り、その他のプレイヤーはオニを倒すと得点が入る。
チーム戦でしか選択できないルール
- 陣取り

指定された範囲に一定時間とどまることで得点が入る。指定された範囲は緑色の光で覆われ、プレイヤーが中に入るとそのチームカラーに変色する。
- アタッシュケース2

相手の陣地に置かれたアタッシュケースを拾得し、自陣のアタッシュケースが置かれている場所に持ち帰れば得点が入る。アタッシュケースを持ったキャラクターが倒された場合、そのアタッシュケースは元の陣地に再配置される。

#### アリーナ
本作には全部で16種類の対戦用アリーナが存在する。前作に比べて縦横に入り組んだ複雑な構造のものが多く、落下するとゲームオーバーとなる奈落や、エレベーター、上下に動くパネルなどのギミックも組み込まれている。なお、うち3種類は前作『ゴールデンアイ』にあったステージのリメイクである。

#### キャラクター
ミッションモードに登場する人型のキャラクターから自分の操作するキャラクターを選択できる。顔・体を別々に選択することができるため、前作に比べて自由なキャラクター・メイキングが可能となっている。

#### チャレンジ
あらかじめ設定された条件の下でシミュラントと戦うゲーム。全部で30種類のステージが用意されており、クリアしたステージの数によって対戦で使用できるルールやアリーナ、ウェポンなどが増えていく。前半は難易度が低く、対戦ルールを覚えるのに適した設定となっているが、終盤に近付くにつれて難易度が上がっていき、28以降はすべて闇タイプとの戦闘となる。
こちらも4人まで同時に協力プレイすることが可能で、参加人数に応じて敵の強さ、人数が変化する。

#### シミュラント
前作との最も大きな違いは「シミュラント」と呼ばれる自律型のNPCをゲームに加えられるようになったことである。シミュラントは最大で8体まで追加することができ、プレイヤーキャラクターと合わせることで最大12体のキャラクターによる対戦を可能としている。この要素の追加により、前作同様の対人対戦のほか、シミュラントを相手にしたプレイヤー1人での対戦や、プレイヤー全員でチームを組んでのシミュラントとの対戦などといった遊び方が可能となった。
シミュラントは「ノーマルタイプ」と「スペシャルタイプ」という2つの設定の組み合わせによってその能力が決定される。「ノーマルタイプ」は能力の低い方から順に「新人」、「弱」、「並」、「強」、「激」、「闇」という6つの段階でおおよその強さを決定し、「スペシャルタイプ」は「ノーマルタイプ」で設定した強さに追加する形で「神風タイプ」や「爆発タイプ」などの傾向、性質を決定する。ただし「スペシャルタイプ」は強いて設定する必要は無い。
チームメイトとなったシミュラントに対しては簡単な命令を出すことができる。

### 協力ミッション
1〜2人でプレイする場合のプレイモード。ソロ・ミッションと同じ内容を2人のプレイヤーが協力してプレイする。ソロ・ミッション同様、それぞれの難易度についてクリアしたことを示す星印が表示されるが、協力ミッションでのクリア記録はソロ・ミッションのそれには反映されない。
1人でのプレイも可能で、その場合は味方NPCがプレイヤーに同行する。コンバットシミュレータ同様、味方シミュラントに対しては簡単な命令を出すことができる。この味方シミュラントはプレイヤーキャラクターとは異なり、落ちている銃を拾ったりすることはない。

### 敵対ミッション
2人でプレイする場合のプレイモード。ソロ・ミッションと同じ内容を、それぞれ主人公ジョアンナ・ダークとその任務遂行を阻む敵キャラクターの視点でプレイする。ジョアンナを操るプレイヤーはソロ・ミッションと同様の任務を達成することで、敵キャラクターを操るプレイヤーはジョアンナを倒すことで、それぞれこのゲームの勝者となる。
プレイヤーが操作する敵キャラクターは何度倒されても別の敵キャラクターとして復活し、その体力や攻撃力はミッションの難易度に依存する。また、任意で自死できる「自殺薬」というアイテムを常備している。なお、敵側では一部のアクションに制限がかかっており、例えばミッションに関わる人物やアイテムを攻撃したり、警報を作動させたりすることができない。
何度も復活を繰り返し、操作できる敵キャラクターがいなくなると、ジョアンナ側のスタート地点から素手の状態で復活するようになる。

### キャリントン協会
ミッションモードの補足的な役割を持つ1人用のプレイモード。プレイヤーは主人公ジョアンナ・ダークを操ってキャリントン協会ビルの中を散策し、各部屋で射撃訓練やデバイスの使用練習、簡単な戦闘訓練、ホバーバイクの試乗などを行うことができる。資料室としての面も持ち合わせており、マップ内に設置されたいくつかのノートパソコンにアクセスすることで、ミッションモードの登場キャラクターやストーリー背景などの情報を閲覧することができる。キャリントン協会ビルはミッションモードの舞台にもなっているが、このモードでは戦闘に関する動作が制限されている。

## ストーリー
西暦2023年の近未来、科学技術の進歩により、人類社会は発展を続けていた。ダニエル・キャリントンの開発した「反重力テクノロジー」はその象徴ともいえるものである。彼はこの技術などによって得た収入をもとに、武装工作員を擁し、武器開発と情報収集を行う団体「キャリントン協会」を設立し、世界中の最先端技術の開発状況を調査していた。
そのような背景の中、兵器関連企業である「データダイン社」が、同時代の水準を遥かに超える高度な技術を利用した武器の開発を行い、不自然な急成長を遂げていた。
キャリントンがデータダイン社の急速な技術革新に疑念を抱き、その真相を突き止める足掛かりを模索していたそのとき、データダイン本社からキャリントン協会に「ドクター・キャロル」を名乗る人物からの救出要請が送られてきた。データダイン社の不穏な動きに切り込む大義名分を得たキャリントンは、完璧なテスト成績で「パーフェクト・ダーク」のコードネームをほしいままにする新人エージェント、ジョアンナ・ダークに出動命令を下すのであった。

## 登場人物
ミッションモードに登場する主要キャラクターの一覧。名前の横に表記されている数字はそのキャラクターの年齢を示す。
- ジョアンナ・ダーク （23・女性）［声:イーブリン・フィッシャー］

本作の主人公で、キャリントン協会に所属するエージェント。与えられた初の任務は科学者の救出。あらゆる銃兵器に精通し、協会におけるすべてのトレーニングで完璧な成績を収めたため、「パーフェクト・ダーク」のコードネームで呼ばれるようになった。ただし、本作における最初のミッションまでに実戦の経験は無い。
- ダニエル・キャリントン （62・男性）［声:Chris Seavor］

国際的に有名な科学者、実業家。ジョアンナが所属するキャリントン協会の創立者であり、すべての作戦を計画し、協会本部からエージェントたちに指示を出す指揮官でもある。優秀だが変わり者と評され、服装に関しては独特のセンスを持っている。
- ミスター・ブロンド （不明）

金髪で長身の白人男性の姿をしており、説得力のある声とその威厳でデータダイン社を影から操っている。正体はスケダーと呼ばれる凶暴なエイリアン種族。マイアン種族とは敵対関係にある。データダイン社に協力しているのも地球の海底に眠る古代エイリアンの兵器を回収するために利用しているだけであり、回収後はテストとして地球を破壊しようと企んでいる。
- トレント・イーストン （46・男性）

国家安全保障局(NSA)の長官。赤いスーツに黒髪のオールバックが特徴。専制的な性格で、同省内における闇の部分をすべて取り仕切っている。金と権力を追求する目的をカサンドラと同じくし、パートナーの関係を結んでいる。
- カサンドラ・デブリーズ （39・女性）［声:Louise Tilston］

データダイン社のトップ。トレント以上に専制的な性格で、他人に指示されるのを極端に嫌う。権力に執着し、ライバルに勝つためには手段を選ばない。
- エルビス （320・男性）［声:Steve Malpass］

マイアン種族のボディガード。あらゆる武器を使いこなせるよう訓練されている。キャリントンと接触するために地球を訪れたマイアンの地球大使の護衛をしていたが、軍によってその宇宙船を撃ち落され、拿捕される。地球に関するあらゆる事物に憧憬の情を抱いており、人間の言葉を喋ることができる。
- ドクター・キャロル （0.5・不明）

データダイン社によって開発された人工知能で、暗号解読に長ずる。ノートパソコンの形をしており、そのディスプレイには常に人間の目のようなものが映し出されている。空中を浮遊して自律移動することもできる。モラルを持っていたためデータダイン社の悪意ある計画に疑問を抱き、離反する。その後、データダイン社の地下研究所の最奥部に幽閉されるが、キャリントン協会に救出要請を送信することに成功する。
- 大統領 （50・男性）

優れた知性と決断力を持つアフリカ系のアメリカ合衆国大統領。信念を貫き、公明正大な行いをすることを信条としているが、側近には恵まれていない。トレントの手によってクローンを作られ、本物と取り替えられそうになる。
- ジョナサン・ステインバーグ （28・男性）［声:Steve Malpass］

キャリントン協会に所属するエージェント。協会に所属するエージェントの中で最も実戦経験が多く、ジョアンナが記録を塗り替えるまでは協会で最高のトレーニング成績を持っていた。マグナムリボルバーの使い手で、隠密行動を得意としている。作中ではエリア51で潜入捜査を行っていた。フルネームはパーフェクトダーク ゼロで判明。

## ミッション一覧
ソロ・ミッションでプレイするミッションの一覧。本編としてのミッションは全部で17種類あり、ストーリー上の位置的な繋がりによって大きく9個の「ミッション」という単位で分けられている。あるミッションで行った行為が後のミッションに影響を与える場合もある。
マップの中には移動できる範囲やオブジェクトの配置を変えていくつかのミッションで使用されているものもあり、例えば「エリア51」のマップは4種類のミッションで使用されている。また、各マップには小さなチーズのオブジェクトが1個ずつ隠されており、本来の目的から離れてそれを探すこともひとつの楽しみ方となっている。
ミッション1
- データダイン本社＜始動＞

ドクター・キャロルと名乗る人物から救出要請を受けたキャリントン協会は新人のエージェント、ジョアンナ・ダークを派遣する。屋上から潜入したジョアンナはドクター・キャロルが捕らえられている地下研究所へと通じるエレベーターを目指す。
- データダイン地下研究所＜探索＞

地下研究所へ潜入したジョアンナは最深部に捕らえられているドクター・キャロルの捜索を行う。
- データダイン本社＜保護＞

侵入者に気づいたデータダイン社はビルを封鎖。ジョアンナは兵士達を退けて屋上にいる救援部隊との合流を目指す。
ミッション2
- キャリントンの別荘＜人質＞

ドクター・キャロルの救出には成功したがキャリントンの仕業と気づいたカサンドラは部隊を派遣してキャリントンの別荘を襲撃する。襲撃部隊を一掃してキャリントンを救出するのが目的。
ミッション3
- シカゴ＜潜入＞

ドクター・キャロルは奪われてしまったが別荘にいた兵士の話からシカゴのG5ビルで秘密会議があると知ったキャリントンはジョアンナを派遣。警備の厳しいG5ビルへの潜入を行う。
- G5ビル＜盗撮＞

G5ビルに潜入し、敵幹部らの会議を録画しドクター・キャロルの人格バックアップを回収する。スパイクロークで姿を隠す敵兵が初めて登場する。
ミッション4
- エリア51＜突破＞

シカゴに迎えに来るはずの仲間がネバダで撃墜されてしまった。その仲間とはキャリントンが秘密裏に協力関係にあるマイアンと呼ばれるエイリアン種族だった。生き残りの救出と情報漏洩を防ぐため、ジョアンナはエリア51に潜入する。
- エリア51＜救出＞

先行して潜入していたジョナサンと協力しマイアンの生き残りを救出する。
- エリア51＜脱出＞

エルビスと名乗るマイアンを救出したジョアンナはジョナサンと協力し基地からの脱出を目指す。ジョナサンを先に逃がす選択をするとミッション7において味方として登場する。
ミッション5
- アラスカ空軍基地＜変装＞

G5ビルでの会議を大統領に知らせるため、ジョアンナはアラスカにある空軍基地に潜入する。
- 大統領専用機＜暴露＞

エアフォースワンに潜入したジョアンナは証拠を回収し大統領に報告する。だがそこにトレント率いる部隊がエアフォースワンを襲撃しハイジャックする。襲撃部隊を一掃し大統領を脱出させる必要がある。
- 墜落現場＜対決＞

襲撃部隊は撃退したもののエアフォースワンは雪原に墜落する。大統領を探し出し救出するのが目的。
ミッション6
- ペラジック2＜妨害＞

大統領の脅迫に失敗したスケダーは武力行使で深海探査船「ペラジック2」を制圧する。スケダーの目論見を阻止するためジョアンナとエルビスはペラジック2に潜入し探査作業を妨害する。
- 深海＜別れ＞

スケダーの狙いは深海に沈む古代エイリアンの船、セタンシップに搭載されている兵器だった。スケダーはそれを戦争中のマイアンたちを滅ぼすために使おうとしており更にテストとして地球を破壊しようとしていた。ジョアンナ、エルビスは兵器が使われる前に破壊するため、セタンシップに潜入する。
ミッション7
- キャリントン協会ビル＜防衛＞

ドクター・キャロルの命を懸けた自爆によりセタンシップは破壊されスケダーの野望は阻止された。今回の功績でキャリントン、ジョアンナ、エルビスはホワイトハウスへ招待されるが出発直前にスケダー達がキャリントン協会を襲撃する。人質に取られたスタッフを救出しつつジョアンナ達は脱出を目指す。
ミッション8
- スケダー宇宙船＜制圧＞

皆を逃がすため留まったジョアンナはスケダーに捕らえられてしまう。同じく捕らえられていたカサンドラの協力で脱出したジョアンナは救出に来たエルビス達と協力して宇宙船の制圧を行う。
ミッション9
- スケダーの神殿＜決戦＞

宇宙船にあった情報からスケダーの本拠地を発見したジョアンナとエルビスはこの戦いに終止符を打つため、スケダーキングの討伐に向かう。
スペシャルミッション
それぞれの条件を満たすことで出現する特殊なミッション。前3者はソロ・ミッションの外伝的なミッションとなっており、プレイヤーはジョアンナ以外のキャラクターを操る。「決闘」はミッションというよりはむしろミニゲームに近く、ストーリーとは一切の繋がりを持たない。
- ミスターブロンド

ミスターブロンドを操作するミッション。時系列的にはミッション7の辺りになる。無能なデータダイン社のせいでセタンシップの確保に失敗したスケダーは責任者であるカサンドラを捕らえ提供した技術などを全て処分するためデータダイン社へ向かう。
- マイアンSOS

エルビスを操作するミッション。エリア51に捕らえられジョアンナが救出に来るまでの時間軸。捕らえられている最中に目覚めたエルビスは救難信号の発信と証拠の隠滅のため動く。ケガをしている為か体力が半分ほどしかない状態から始まる。
- WAR!

マイアンの戦士を操作するミッション。ジョアンナ、エルビスによりスケダーキングは倒されたがその後の調査でキングにはクローンがいることが分かった。クローンを討伐するため、マイアン達は部隊を神殿に送る。
- 決闘

キャリントン協会のシュミレーションルームで行われる西部劇の決闘の様なミニゲーム。体力が残り僅かの状態から始まり、一発でも攻撃を食らうとゲームオーバー。最大3人の相手を倒せば勝利となる。

## 登場する武器
本作に登場するほとんどの武器は「第1武器モード」と「第2武器モード」と呼ばれる2種類のモードを備えており、それを切り替えることで武器によっては全く異なる性質を持つようになる。ただし、すべての「クラシックウェポン」と「サイキックガン」は第2武器モードを持たない。
携行予備弾薬数は弾の種類ごとにその上限が決められている。同じ種類の弾薬を使用するすべての武器はその予備弾薬を共用し、例えばある武器でその弾薬を使い果たした場合、その弾薬を共用する他の武器で使用できる弾薬も無くなる。なお、ハンドガン、サブマシンガン、ライフルに使用する弾薬はすべて「弾」と表記されるが、それらはそれぞれ別の種類の弾薬として扱われる。
一部の武器は二挺持ちが可能であるが、ミッションモードでは二挺持ちをしている敵から回収する、もしくは二挺持ちに対応した武器を拾わなければいけない。また、二挺持ちが可能なのは同じ武器同士の場合のみで、異なる武器を同時に持つことはできない。
なお、以下の一覧の中で武器名の右に表記されている（数字/数字）はその武器の（装弾数/最大携行予備弾薬数）を示し、武器名の下に表記されている「1」、「2」から始まる項は、それぞれその武器の「第1武器モード」と「第2武器モード」について説明している。
各武器のモデルはオリジナルのものが多数だが、一部実銃をモデルとしたものもある。

### ハンドガン
片手で取り扱うことのできる小型の銃。「DY357マグナム」、「DY357-LX」を除いてハンドガンの弾を共用し、その最大携行予備弾数は800である。攻撃力よりも扱いやすさを重視したものや、一発の威力を重視したものなど多様性に富む。基本的に中距離以下にある対象に対して使用するものだが、中にはオールレンジでの使用に耐えるものもある。また、すべてのハンドガンは例外なく二挺拳銃が可能。
- ファルコン2 （8/800）

1.シングルショット
弾を1発ずつ発射する。Zボタンを押しっ放しにするのではなく連打することで、非常に速い連射（クイックショット）を行うことができる。
2.グリップアタック
銃のグリップで殴りつける近距離攻撃を行う。パンチ同様、背後から攻撃することによって一撃で相手を気絶させることができる。殺傷力を持たないため民間人への使用も可能。
キャリントン協会製の標準的なハンドガン。レーザーサイトが標準装備されている。命中精度が高く、狙いさえ合っていれば中距離以下で外れることはまず無い。基本形の他に「消音」と「望遠」のバージョンがあり、それぞれサイレンサーと2倍率のスコープを備える。
- MagSec4 （9/800）

1.シングルショット
弾を1発ずつ発射する。
2.3連射
Zボタンを1回押すごとに3発の弾が連射される（3点バースト）。
チェスラック工業製の大型ハンドガン。ファルコン2に比べて僅かに威力が高いが、命中精度は低い。2.4倍の望遠機能が備えられている。
- Mauler （20/800）

1.シングルショット
弾を1発ずつ発射する。
2.チャージアップ
弾を5発分消費して強力な弾を発射する。チャージ中に発射することも可能で、その場合の威力はその時点で消費されている弾数に応じて変化する。3発分チャージした時点でファルコン2の13発分に相当する威力となるため、強いてフルチャージされるまで待つ必要は無い。なお、1発分のチャージであっても、第一武器モードより高い威力を持つ。
スケダー製のハンドガン。刃のような大きな弾倉が特徴で、ハンドガンとしては最大の20発の弾を装填できる。Zボタンを押しっぱなしにした場合の連射速度は割合速いが、クイックショットはできない。
- フェニクス （8/800）

1.シングルショット
弾を1発ずつ発射する。
2.爆弾シェル
着弾時に小規模の爆発を発生させる。連射速度は第1武器モードに劣るが、シングルショットに比べて威力が高く、他の爆発同様、周囲の敵も爆風に巻き込むことができるため、こちらのモードを使用した方が効果的にダメージを与えられる場合が多い。ただし、自爆や民間人の巻き込みには注意を払わなければならない。
マイアン製のハンドガンで、エルビスが愛用している。マイアン製の武器に共通の特徴として、リロード時に弾（青い球体のような物体）を吸い込むような独特のモーションを見せる。
- DY357マグナム （6/200）

1.シングルショット
「マグナム銃の弾」を1発ずつ発射する。
2.グリップアタック
ファルコン2のものと同等の性能。
データダイン社製のマグナムリボルバー。作中ではジョナサンが愛用している。破壊力、命中精度ともにファルコン2を上回る。また、弾丸は体や扉を貫通するが、連射速度やリロードが遅く、装弾数も6発と少ない。ミッションモードではジョナサン、ホットショットの顔パーツが使用されているキャラクターが使用する際のみ連射速度が上昇する。コンバットでは全てのシミュラントが高速で連射する。
- DY357-LX （6/200）

1.シングルショット
「マグナム銃の弾」を1発ずつ発射する。
2.グリップアタック
ファルコン2のものと同等の性能。
DY357マグナムのカスタムモデル。国防省司令官トレント・イーストンが愛用している。弾丸が扉を貫通する性質はマグナムと同様だが、こちらは体のどの部位に命中しても一撃で倒れる。ただし、連射速度はDY357マグナム以上に低い。通常版と同様、一部NPCが使用すると連射速度が上昇する。

### サブマシンガン
携行しやすくフルオートでの連射が可能な小〜中型の銃。サブマシンガンの弾を共用し、その最大携行予備弾薬数は800である。総じて連射速度が高く、装弾数が他の種類に比べて多いが、1発の威力や命中精度は低いものが多い。また、一部のサブマシンガンは二挺拳銃が可能。
- CMP150 （32/800）

1.連射
Zボタンを押している間、弾を連射し続ける。
2.ロックオン
Rボタンで出した照準を相手に合わせると、対象が動いても銃口が自動的に狙いを定めてくれる。物陰への移動やスパイクロークの使用により対象が視界から消えても、ロックオンは解除されない。ただし、このモードを使用している間は自動照準が強制的に無効になるため、一度は自力で照準を合わせる必要がある。
データダイン社製のサブマシンガン。その強力なロックオン機能でベストセラーとなる。一発の威力はそう高くないが、連射性能が高い。命中精度もサブマシンガンの中では高く、リロードも速い。二挺拳銃が可能。モデルとなった銃はSTEYR TMP。
- サイクロン （50/800）

1.連射
Zボタンを押している間、弾を連射し続ける。
2.マガジン全射
Zボタンを1回押すだけで、マガジン内の弾を通常の倍以上の速さで撃ち尽くす。第1モードより精度はかなり落ちるが、威力はわずかに上がっている。この状態での連射速度は全ての武器の中で最も高い。
チェスラック工業製の大型サブマシンガン。カードリーダーのようにマガジンを銃に通過させる独特のリロード機構を持つ。大統領のボディガード用に開発されたもので、連射能力を重視したデザインとなっている。命中精度はあまり高くない。二挺拳銃が可能。
- カリストN （32/800）

1.連射
Zボタンを押している間、弾を連射し続ける。
2.ハイ・インパクト
第1武器モードより威力が高く、扉や人を貫通する弾丸を発射する。第1武器モードに比べて連射速度が劣る。
マイアン製のサブマシンガン。サブマシンガンの中では威力が高い方である。
- RC-P120 （120/800）

1.連射
Zボタンを押している間、弾を連射し続ける。
2.スパイクローク
周囲から視認されなくなる。性質はスパイクロークと同様で、使用中に発砲すると一時的に効果が解除されてしまう。大変強力な能力ではあるが、透明になっている間は弾倉内の弾を猛烈な勢いで消費するため、長時間の使用には向かない。
キャリントン協会製のサブマシンガンで、サブマシンガンとしては最大の120発もの弾を装填することができる。連射速度が高く、1発の威力も高い。
- ラップトップガン （50/800）

1.高速連射
Zボタンを押している間、弾を連射し続ける。
2.自動機銃
Zボタンを押すことで装備しているラップトップガンを放り投げ、壁や天井に貼り付けることができる。設置されたラップトップガンは自動機銃となり、弾倉内の弾を撃ち尽くすまで、通りかかった敵を自動的に攻撃する。設置している間も新たなラップトップガンを拾うことで「高速連射」を使用することができるが、新たに設置を行った場合、古い方のラップトップガンは爆発する。なお、設置したラップトップガンはBボタンで回収することができる。放り投げたラップトップガンは手元を離れてしまう。
キャリントン協会製のサブマシンガン。普段はラップトップパソコンの形をしているため、潜入の際に用いられる。2倍率のスコープを備え、連射速度も高いが、取り出す際に独自のモーションがあるため取り出すのに時間がかかる。
2007年、海外のサイトにおいておこなわれたランキング企画「最も強力なゲームの武器 TOP10」で第10位に選ばれた。なお、同ランキングの第2位にはファーサイトが選ばれている。

### ライフル
フルオートでの連射が可能な大型の銃。ライフルの弾を共用し、その最大携行予備弾薬数は400である。1発の威力が高く、命中精度、連射速度ともに高いものが多いが、装弾数や最大携行予備弾薬数が少ないため、連射速度の高さとあいまって弾切れを起こしやすい。なお、すべてのライフルは望遠機能を備えている。
- ドラゴン （30/400）

1.連射
Zボタンを押している間、弾を連射し続ける。
2.センサー爆弾
Zボタンで装備しているドラゴンを放り投げる。設置されたドラゴンはセンサー爆弾と同様の性質に変化し、後から回収することはできない。
データダイン社製のスタンダードなアサルトライフル。威力、命中精度、連射速度、リロード速度の全てにバランスが取れ、2倍率のスコープを備える。モデルとなった銃はXM29 OICW。
- Sドラゴン （30/400,6/40）

1.連射
Zボタンを押している間、弾を連射し続ける。
2.Gランチャ
「Gランチャの弾」を発射し、中規模の爆発を発生させる。このモードで使用する弾薬は第1武器モードとは別途で計算される。
ドラゴンの発展モデル。ドラゴンに比べて第1武器モードの威力が高く、センサー爆弾の代わりに小型のグレネードランチャーを備えている。なお、北米版では"SuperDragon"という名前となっている。XM29 OICWがモデル。
- K7 Avenger （25/400）

1.高速連射
Zボタンを押している間、弾を連射し続ける。
2.危険物発見
爆弾や自動機銃などの危険物を自動でマーキングして報せてくれる。こちらのモードでも発砲できるが、なぜかマズルフラッシュが出ない。
データダイン社製のアサルトライフルで、ミッションモードではミッション1「探索」で試作品として初登場し、ストーリー後半では量産されたのか多数のデータダイン社兵士が携行している。ライフル系の中で1発の威力が最も高く、連射速度もかなり速いため高難度でこの銃を持っている敵からまともに撃たれるとあっという間に体力を失ってしまう。反面装弾数が少なく連射速度と噛み合っていないため、頻繁にリロードを必要とする欠点もある。第2武器モードにより不意の被弾を避けられるため、後半になるほど重宝する。モデルとなった銃はSTEYR ACR。
- AR34 （30/400）

1.高速連射
Zボタンを押している間、弾を連射し続ける。
2.常時スコープ
常にスコープを覗いた状態になる。使用中も移動することが可能。
キャリントン協会製のアサルトライフル。際立った特徴は無いが、ドラゴンに近い安定した性能を持つ。ドラゴンに比べて威力は高いが精度はやや低い。モデルとなった銃はGIAT FA-MAS。
- Sライフル （8/400）

1.シングルショット
弾を1発ずつ発射する。RボタンとCボタンの上下を組み合わせて押すことで、スコープをズームイン、ズームアウトすることができる。
2.しゃがみ
Bボタンを押し続けることで、姿勢が低くなり、頭の揺れが無くなる。Sライフルを装備している間は「R+C下」のコマンドがズームアウトに置き換わるため、しゃがむ場合はこのモードを使用しなければならない。的が小さくなるため遠距離からの銃撃から身を守れる一方、移動が遅くなるため近距離からの攻撃に対しては不利になる。頭の揺れは操作設定で無効にすることもできる。
キャリントン協会製のスナイパーライフル。最大30倍率のスコープとサイレンサーを備えており、命中精度は全ての武器の中でも最高を誇る。連射速度は低く、当然ではあるが、中距離以下での使用には向かない。モデルとなった銃はWalther WA2000。

### その他
以上の分類に属さず、クラシックウェポンでもない武器。一部を除いてその武器固有の弾薬を使用する。
- ショットガン （9/100）

1.シングルショット
「カートリッジ」を1発ずつ発射する。
2.ダブルショット
Zボタンを1回押すごとに2発の「カートリッジ」が発射される。
データダイン社製のポンプアクション式散弾銃。1個のカートリッジにつき6発の散弾が封入されており、全弾命中したときの威力は非常に高いが、発射された散弾は遠くに飛ぶほど散らばる。リロードの動作はカートリッジを1個ずつ装填していく特殊なもので、弾倉が空の状態から完全に装填する場合はかなりの時間が掛かるが、途中でZボタンを押すことで、リロードを中断し、射撃体勢に移ることができる。Benelli M3がモデル。
- リーパー （200/800）

1.回転連射
Zボタンを押している間、「リーパーの弾」を連射し続ける。弾倉が空になっても回転し続けるが、そのときの性能は第2武器モードと同様である。
2.グラインダー
銃身をドリルとして使用し、近距離攻撃を行う。
スケダー製のガトリングガン。3つの銃身を持つ独特の形をしており、銃身を車輪のように回転させて弾を発射する。1発の威力が高く、最大連射速度もCMP150の2倍と非常に高いが、命中精度が極めて低い。連射は撃ち始めの時点では遅いが、上限に達するまで徐々に連射速度を上げていく。また、Zボタンを離してもすぐには止まらず、慣性にしたがう形で連射を弱めていき、最終的に停止する。ミッションモードのNPCが使用する場合、最初から最高速度で連射する。
- ファーサイト （8/100）

1.レールガン
「オーブ」を1発ずつ発射する。Rボタンを押すことでXスキャン機能が発動し、その状態でCボタンの上下を押すことでズームイン、ズームアウトができる。Cボタンの上下の代わりにその左右いずれかを押すことで「サーチ」と同様の働きをする。
2.サーチ
Rボタンを押し続けると自動的に敵に照準を合わせてくれる。ただし、サーチ速度は遅め。
マイアン製のハイブリッドウェポン。発射される弾はマップ上のあらゆるオブジェクトを貫通し、命中すると一撃で倒れる。そのかわり自動照準が使えない上、連射速度も遅いため、近距離での撃ち合いには向いていない。なお、シミュラントが使用する場合は壁を貫通して撃ってくることはない。
2007年、海外のサイトにおいておこなわれたランキング企画「最も強力なゲームの武器 TOP10」で第2位に選ばれた。なお、同ランキングの第10位にはラップトップガンが選ばれている。
- デバスター （8/40）

1.Gランチャ
「Gランチャの弾」を1発ずつ発射する。
2.ウォールショット
着弾した壁などに貼り付き、数秒後に垂直に落下し、爆発する。
データダイン社製のグレネードランチャー。爆発系武器の例に漏れず非常に高い威力を持ち、クリーンヒットした場合、シールドを装備していても一撃で倒れる。発射されたグレネード弾は放物線を描いて飛ぶ。また、壁などに当たると跳ね返り、床に着弾するまでは爆発しない性質を持っているため、これを利用したトリッキーな射撃も可能である。第2武器モードの「ウォールショット」も、時間差を利用した攻撃を可能としている。
- Rランチャ （1/3）

1.ロケット弾
「Rランチャの弾」を1発ずつ発射する。
2.ホーミングロケット
対象に照準を合わせることでロックオンし、発射された「Rランチャの弾」は敵を追尾する。オブジェクトに着弾しない限り対象を追尾し続ける。
データダイン社製の小型ロケットランチャー。デバスターと異なり、着弾するまで直線状に飛び、着弾地点を問わず爆発するため、遠距離の敵を狙うこともできる。弾速は遅いが、プレイヤーキャラの移動速度が弾速にプラスされる性質があるため、前進しながら発射すると弾速が上昇する。逆に下がりながら発射すると弾速は低下してしまい、弾速が遅いホーミングロケットでこのように発射すると、弾が空中で静止してしまうような遅さになる。
- スレイヤー （1/3）

1.ロケット弾
「Rランチャの弾」を1発ずつ発射する。Rランチャに比べて弾の初速度が遅い。
2.ロケットカメラ
発射すると視点が「Rランチャの弾」のものに変わり、ロケット弾を操作できる。操作中は3Dスティックで進行方向を変えられるほか、A、B、Rの各ボタンで減速し、Zボタンで爆発させることができる。
スケダー製の小型ロケットランチャー。怪鳥を思わせる独特のデザインで、ロケット弾を発射する際、鳥の鳴き声のような音を発する。なお、チートの1つ「オール武器モード」を使用しても、本来この武器が登場するステージ以外では使用することができない。
- クロスボウ （5/70）

1.鎮静剤
ミッションモードでは一撃で相手を気絶させる「矢」を、コンバットシミュレータでは相手の視界を悪くする「矢」を、1発ずつ発射する。殺傷力を持たないため民間人への使用も可能。
2.キル
一撃で相手を倒す「矢」を発射する。
キャリントン協会製のクロスボウで、手首に装着して使用する。ミッションモードではどちらのモードでも相手を一撃で戦闘不能にする強力な武器であるが、矢を1本ずつ装填していくためリロードが遅い。壁に刺さった矢は回収できる。
- トランキライザ （8/100）

1.鎮静剤
「鎮静剤」を1発ずつ発射する。命中すると一定時間視界が悪化し、短時間に多く撃ち込むほど効果が高い。威力は低いが、ミッションモードでは3発命中させることで相手を気絶させることができる。
2.リーサル注入
「鎮静剤」を4ショット消費し、致死量のカプセルを注入する近距離攻撃を行う。一撃で相手を倒すことができるが、射程は非常に短い。
世界中の医療機関で使用されているスプレーガン。緊急時には武器として使用され、ミッションモードでは主にバイオ研究員が使用してくる。
- レーザー （∞/∞）

1.レーザーパルス
弾丸のようなレーザーを1発ずつ発射する。
2.ショートレンジ
レーザービームを絶え間なく照射する。ただしその効果範囲は2メートル程度と狭く、威力も低い。シミュラントが使用した場合のみ射程が無制限になる。
キャリントン協会製のレーザーガンで、クロスボウと同じように手首に装着して使用する。エネルギーが無限であるためリロード無しに撃ち続けることができるが、連射速度は低い。ミッションモードにはこの武器でしか破壊できない金庫が登場する（N64日本語版のみ）。
- 手りゅう弾 （10）

1.4秒ヒューズ
Zボタンを押すとピンを抜き、離すと投擲する。投げられた手りゅう弾は放物線を描いて飛び、壁などに当たると跳ね返る。爆発はピンを抜いてから4秒後に起こるため、数秒経過してからZボタンを離すことで爆発のタイミングを調節できるが、4秒間投げずにいると自爆してしまう。
2.センサーピンボール
スーパーボールのようにバウンドを繰り返し、センサーが対象を捉えると爆発する。どこへバウンドするかは予測が難しく、自爆の危険性も高い。
高い威力を持った手榴弾。投げて使用するため、一定以上の距離には届かない。投げ物系の武器の共通仕様として、キャラクターの移動速度が投げる速度に加算されるため、前進しながら投げる、もしくはしゃがみ状態から立ち上がりながら投げることで飛距離が伸びる。
- Nボム （10）

1.インパクト爆弾
Zボタンを押すとピンを抜き、離すと投擲する。着弾地点を問わず爆発する。
2.センサー爆弾
落下後、センサー爆弾として機能する。
手榴弾タイプの投擲武器だが、エネルギーに中性子を使用しているため爆発の性質が特殊で、着弾地点を中心点として黒い球状のフィールドを発生させる。フィールド内部に入ると、装備している武器を落とし、視界が悪くなるほか、シールドの効果を無視した直接的なダメージを受ける。
- 時限爆弾 （10）

1.時限爆弾
爆弾を1個ずつ放り投げる。
2.危険物発見
爆弾や自動機銃などの危険物を自動でマーキングして報せてくれる。使用中は設置することができないが、爆弾の所持数が0でも使用することができる。
壁や天井に貼り付けて使用する爆弾。爆発は設置してから4秒後に起こる。
- センサー爆弾 （10）

1.センサー爆弾
爆弾を1個ずつ放り投げる。
2.危険物発見
爆弾や自動機銃などの危険物を自動でマーキングして報せてくれる。使用中は設置することができないが、爆弾の所持数が0でも使用できる。
壁や天井に貼り付けて使用する爆弾。人に直接貼り付ける事も出来る。人が近付いたり、銃器で撃ったりすると爆発する。なお、センサーは設置から4秒後に作動する。
センサー爆弾は『大乱闘スマッシュブラザーズシリーズ』にもアイテムとして登場する。このうち『ニンテンドウオールスター!大乱闘スマッシュブラザーズ』では『ゴールデンアイ 007』に登場した「モーションセンサー爆弾」となっており、『大乱闘スマッシュブラザーズDX』では本作のタイプが採用されている。なお、第3作目『大乱闘スマッシュブラザーズX』では「概要」で述べたように作品の権利がマイクロソフトに移ったことから『大乱闘スマッシュブラザーズ』オリジナルのアイテムとされ、爆弾の配色も独自のものに変更された。
- リモート爆弾 （10）

1.リモート爆弾
爆弾を1個ずつ放り投げる。
2.起爆
設置したリモート爆弾を遠隔操作で起爆させる。1度に爆発する爆弾の数には限界があるため、あまり多くの爆弾を設置し過ぎると狙った位置ですぐに爆発しない場合がある。また、爆弾が自分から一定以上の距離に設置されている場合、爆弾が反応しない。
壁や天井に貼り付けて使用する爆弾。人に直接貼り付ける事も出来る。自分で爆発するタイミングを決められる。第2武器モードに切り替えなくても、AボタンとBボタンを同時に押すことで起爆させることができる。なお、シミュラントは設置こそするものの起爆することはない。
- サイキックガン （8/100）

1.感染
特殊な薬品（「鎮静剤」と表記されているが、トランキライザのそれとは異なり、別途に計算される）を1発ずつ発射する。1発でも敵に命中すると、それが味方となりプレイヤーと一緒に戦ってくれる。ただし、すべての敵を味方にできるわけではなく、メイン・キャラクターや一部の一般の敵は決して味方にならない。また、味方となった敵が他の敵にターゲットされるか否かはミッションごとに異なる。
2.なし
サイキックガンは第2武器モードを持たない。
トレント・イーストンの指示で極秘に開発されていたアイテム。外観はトランキライザのそれとほぼ同じで、命中すると思考・思想が逆転する特殊な薬品を発射する。ミッションモード限定のアイテムだが、外伝的な特殊ミッションでしか登場せず、その中で得られる弾数も非常に少ない。「サイキックガン」や「オール武器」などのチートを使うことですべてのミッションで使用することができるようになるが、「弾無制限」のチートと併用してもその効果を得られず、4発分しか使用できない。そのため、通常のプレイで最大携行予備弾薬数の「100」という数値を満たすことはできない。
- 素手 （-/-）

1.パンチ
拳で殴りつける近距離攻撃を行う。威力は低いが、殴られた相手は視界が悪くなり、そのまま殴り続けると気絶する。
2.武装解除
相手の装備している武器を叩き落とす。第1武器モードよりも威力は低いが、落とした武器を拾ってしまえば敵を無力化、ないし弱体化させることができる。
何も装備していない状態。反応されてからの使用には向かないが、ミッションモードではプレイヤーに気付いていない敵に背後から攻撃することにより相手を一撃で気絶させることができる。殺傷力を持たないため民間人への使用も可能。
ミッションによっては素手の敵兵が登場したり、武器を持っていても近距離では素手で攻撃してくることがある。

### クラシックウェポン
前作『ゴールデンアイ 007』に登場した武器。プレイモード「キャリントン協会」に含まれるミニゲーム「射撃訓練」のクリア記録に応じて、使用できる武器が「チート」の項目に追加されていく。なお、すべてのクラシックウェポンは第2武器モードを持たず、ミッションモードでしか使用することができない。また『オール武器』使用時を除き二挺拳銃も不可能であるが、どの武器もリロードモーションが前作と同一であるため非常に早い。
- PP9i （7/800） - ハンドガン

前作における「PP7 特別仕様」。モデルとなった銃はWalther PPK。
- CC1313 （8/800） - ハンドガン

前作における「DD44 DOSTOVEI」。モデルとなった銃はUSSR Tokarev TT-33。
- KLO1313 （20/800） - サブマシンガン

前作における「KLOBB」。モデルとなった銃はCZE Vz.61。
- KF7 Special （30/400） - ライフル

前作における「KF7 SOVIET」。モデルとなった銃はUSSR AK47。
- ZZT（9mm） （32/800） - サブマシンガン

前作における「ZMG（9mm）」。モデルとなった銃はIMI UZI。
- DMC （30/800） - サブマシンガン

前作における「D5K DEUTSCHE」。モデルとなった銃はH&K MP5K。
- AR53 （30/400） - ライフル

前作における「US AR33 狙撃ライフル」。モデルとなった銃はUS M16。
- RC-P45 （80/800） - サブマシンガン

前作における「RC-P90」。モデルとなった銃はFN P90。

## 登場する主なデバイス
本作には武器のほかにもプレイヤーの補助となる「デバイス」と呼ばれるツールが登場する。
- シールド

ミッションモードでは頻繁に登場するデバイスで、装着すると体の周りにシールドを発生させ、一定量のダメージを防いでくれる。発生するシールドは、平常時は基本的に無色透明を保っており、装備しても外見にはほとんど変化を及ぼさないが、ダメージを受けると軋むような音を発し、一時的にシールドが見えるようになる。傷ついたシールドは新しいものと交換することもできるが、既に体本体へ与えられているダメージは回復しない。なお、装備している間はヘッドショットなどのダメージ倍率が無効化されるほか、即死攻撃を受けた場合も一度だけ防いでくれる。ただし、Nボムのダメージは防げないほか、眩暈効果も通常通り受ける。そのほかチート専用ではあるが、通常の2倍の耐久力を持つ「スーパーシールド」というデバイスもある。
- スパイクローク

いわゆる光学迷彩。スケダーの技術によって作られたデバイスで、光を曲げる性質を持つクリスタルが使われている。起動すると装備者の周りにクローキング・フィールドを発生させ、周囲から視認されなくする。ただし動的エネルギーに弱く、起動中に発砲すると一時的に効果が解除されてしまう。使用中は完全に姿が消えるわけではなく、よく目を凝らすと薄い影のようなものが見えるが、ほとんどのNPCは反応しない。エネルギーに限りがあり、長時間使用することはできない。使用可能時間は1個につき20秒分で、最大300秒。なお、チートを使用しない限り、ミッションモードでは「ミスターブロンド」にしか登場しない。「弾無制限」のチートと併用することで無制限に使用することができるようになる。『大乱闘スマッシュブラザーズDX』にも登場する。
- データリンカ

ワイヤレスでコンピュータをハッキングするデバイス。ミッションモードでは様々な場面で用いられるが、コンバットシミュレータでは「ハッキング」ルールの対戦でしか登場しない。ハッキングには時間が掛かり、使用中は無防備になってしまう。また、ハッキング中に他の武器やデバイスを装備したり、ハッキング対象から離れすぎると最初からやり直しとなってしまう。コンバットシミュレータにおいては視線を対象から離しただけで解除されてしまう。文字数の都合上、クイックメニューでは「デ-タリンカ」(伸ばし棒ではなく半角ハイフン)と表示される。
- カムスパイ

遠隔操作することができる小型のカメラ。空中を浮遊して移動し、盗撮や人間が立ち入ることのできない区域にある物を撮影するのに用いられる。撮影の代わりに爆弾の機能を備えた使い捨ての「ボムスパイ」、鎮静剤を発射する機能を備えた「Dr.スパイ」というデバイスもあるが、いずれのデバイスもミッションモードにしか登場しない。また、NPCに近付きすぎると気付かれてしまうことがあり、敵の攻撃で破壊されてしまうこともある。
- Rトラッカ

使用すると画面の右上に自分の位置を中心とする円状のレーダーを表示し、人やアイテムの相対的な位置関係を示すが、かなり大まかな座標しか表示されないため多少の慣れと注意が必要。『ゴールデンアイ』の対戦レーダーとは異なり、対象と自分との上下関係も表示される。ミッションモードでは一部のミッションでしか登場しないが、コンバットシミュレータでは設定を変更しない限り常に表示される。
- ナイトアイ

いわゆるナイトビジョン。わずかな光を増幅して映像化してくれるゴーグル型のデバイス。使用中は視界が緑色に変化し、生命反応を感知するとそれを強調して示してくれる。ただし、暗所以外で使用すると視界が白っぽくなり、ほとんど何も見えなくなってしまう。
- Xスキャン

X線を利用して透視を行うゴーグル型のデバイス。主に壁や扉越しに相手の位置を把握するのに用いる。ミッションモードでは痒いところへ手が届く補助ツールとして役立てることもできるが、対象が自分から一定以上、または一定以下の距離にある場合は見えなくなってしまう。
- IRスキャン

熱源を感知して映像化してくれるゴーグル型のデバイスで、ミッションモードにしか登場しない。使用中は視界が赤色に変化し、脆くなった壁やスパイクロークを使用している敵など、通常は見えない物が見えるようになる。ナイトアイとは異なり、明暗によって映像が変化することは無いが、画面が赤一色に染まるため見づらくなる。
- HRスコープ

最大で31倍の望遠ができるスコープ。ミッションモード限定のデバイスで、使用中は移動できない。
- ブーストピル

戦闘を有利に進めるために開発された薬剤。使用すると10秒分の時間が引き伸ばされ、その間、キャラクターを含むあらゆるオブジェクトの動作が遅くなる。

## チート
チートはそれぞれの条件を満たすことで追加されるオプションであり、使用するとミッションモードやコンバットシミュレータに影響を与える。ただし、チートを使用してミッションやチャレンジをクリアしてもその記録は反映されない。
お楽しみ
- DKモード

すべてのキャラクターの頭部と腕が巨大化し、ドンキーコングのような体型になる。『ゴールデンアイ』のものとは異なり、ネームドキャラクターにも作用する。
- タイニージョアンナ

プレイヤーキャラクターが縮小し、視点が低くなる。
- 敵スモール

すべてのNPCが縮小する。
- 開発スタッフのみ

ミッションモードに登場するNPCの一部の顔が、キャリントン協会のスタッフのものになる。
- エルビスでプレイ

ミッションモードのプレイヤーキャラクターがジョアンナからエルビスに変化する。視点が通常より低くなるほか、ファーサイトの「サーチ」速度が上昇する。ただし、ムービーの声は変化しない。
- スローモーション（ソロ）

ミッションモードにおけるあらゆるオブジェクトの動作が遅くなる。ムービーシーンもスローで再生されるが、音声は通常速度で再生される。そのため、多くのムービーではBGMが途中で止まってしまう。
ゲームプレイ
- 無敵モード

プレイヤーキャラクターに対するすべてのダメージと視界を悪化させる効果を無効化する。
- スパイクローク

プレイヤーキャラクターが120秒分のスパイクロークを持った状態でゲームが開始される。
- 全敵素手

ミッションモードに登場するすべての敵キャラクターが武器を装備していない状態になる。ただし、敵キャラクターを倒すとそれが本来使用する武器を落とす。
- シールド装備

プレイヤーキャラクターがシールドを装備した状態でゲームが開始される。
- スーパーシールド

プレイヤーキャラクターが通常の2倍の耐久力を持つシールドを装備した状態でゲームが開始される。
- シールド装備（敵）

すべてのNPCがシールドを装備した状態になる。
- 全敵Rランチャ

ミッションモードに登場するすべての敵キャラクターがRランチャを装備した状態になる。
- 暗闇モード

マップ全体が暗所となり、プレイヤーキャラクターがナイトアイを持った状態でゲームが開始される。コンバットシミュレータでも効果があるが、一度でも復活するとナイトアイは失われてしまう。
ジョアンナ用の武器（ソロ）
プレイヤーキャラクターが以下の武器を持った状態でミッションモードが開始される。
- Rランチャ
- Sライフル
- Sドラゴン
- ラップトップガン
- フェニクス
- サイキックガン
- トレントのマグナム銃(DY357-LX)
- ファーサイト

クラシックウェポン（ソロ）
プレイヤーキャラクターが以下の武器を持った状態でミッションモードが開始される。
- PP9i
- CC13
- KLO1313
- KF7 Special
- ZZT（9mm）
- DMC
- AR53
- RC-P45

ウェポン
- クラシック照準

Rボタンを押したときに表示される照準が前作のものに変化する。
- ラップトップ自動機銃 弾無制限

ラップトップガンの「自動機銃」の弾数が無制限になるほか、設置するたびに新しいラップトップガンを得られる。
- 高速パンチ

素手の攻撃速度が上昇する。
- 弾無制限

携行予備弾薬とスパイクロークの使用可能時間が無制限になる。
- 弾無制限 リロード不要

携行予備弾薬、弾倉内の弾薬、スパイクロークの使用時間がそれぞれ無制限になる。弾倉内の弾薬も無制限になるため、リロードすること無しに弾を撃ち続けることができる。
- Xスキャン

プレイヤーキャラクターがXスキャンを持った状態でゲームが開始される。
- Rトラッカに秘密武器表示

プレイヤーキャラクターがRトラッカを持った状態でゲームが開始される。Rトラッカにはマップ内に隠された武器の位置が表示される。
- オール武器（ソロ）

プレイヤーキャラクターがすべての武器を持った状態でミッションモードが開始される。ただし、弾薬は用意されない。
チームメイト
協力ミッションを一人でプレイする際、以下のNPCが味方としてプレイヤーキャラクターに同行する。ベルベット・ダーク以外のNPCを使用してクリアした場合、それは記録に反映されない。
- ベルベット・ダーク

ファルコン2を装備している。初期状態で選択することができる。
- ボクサー

武器を装備していないため、素手で戦う。
- ホットショット

DY357マグナムとDY357-LXを二挺拳銃で装備している。武器の項でも述べた通り、マグナム系武器の連射が速い。
- ヒット&ラン

K7 Avengerを装備している。
- エイリアン

外見はマイアン戦士のそれと同じで、RC-P120を装備している。

## スタッフ
- Play that music maestro : Grant Kirkhope
- Mover and Shaker : Jonathan Nasty Mummery
- Bodybuilder : B.Jones
- Well Packed Man : Russell Irwin
- Dinomic Backgrounds : Keith 'bunny' Rabbette
- Guns and Visual Orgasms : Beau Ner Chesluk
- Weapons Specialist : Chris Darling
- Grey Area : Duncan Botwood
- Sound Geezer : Martin Penny
- Bionic Backgrounds : Ross Bury
- Perfect locations and Vox : Steve Malpass
- Voices in the dark

Eveline Fisher,Chris Sutherland,Chris Seavor,John Silke
Ben Cullum,Louise Tilston,Duncan Botwood
Beau Chesluk,B Jones,Steve Malpass

## その他

### 前作との関連
- クラシックウェポン

ある条件を満たすことで前作に登場した武器の一部が「クラシックウェポン」として使用できるようになる。
- 対戦用アリーナ

前作に登場した対戦用アリーナの一部が、リメイクされた上で本作にも登場する。

### 国内版と海外版の違い
- 海外版ではメモリー拡張パックが必須ではない。メモリー拡張パックが無い場合には低解像度となり、コンバットシミュレータの一部モードのみプレイできる。
- 海外版に登場する「コンバットナイフ」というウェポンが、国内版には一切登場しない[18]。ミッションではファルコン2に置き換えられている。
- 海外版にある一部の過激な表現（流血など）が、国内版では抑えられている。
- 海外版と国内版の間には、一部のミッションの内容に若干の違いがある。例えば海外版では難易度パーフェクトにおいてシールドが一切登場しない。
- 海外版では宮本茂がプレイアブルキャラクターとして存在する。国内版は『ペラジック2』で一瞬だけ映るのみ。
- 国内版の仮称として「赤と黒」というタイトルでゲーム雑誌などの発売予定に載っていた時期があった。

### バグ
コンバットシミュレータをシミュラントを加えてプレイする際、複数のシミュラントに同時指示を行うとフリーズする場合がある。
リモート爆弾を持ちながら特定の動作をすると、リモート爆弾の持ち方が変わる。

### NINTENDO 64 Nintendo Classics 18+による違い
- チートモードの一部が最初から解禁されている。これはGBC版（北米でのみ発売）との連携要素を再現したものと思われる。
- 画角を広角に選択した場合、アスペクト比が自動的に16:9になる。
- 2024年7月現在、エミュレーションの間違いがいくつか確認されている。例えば、ミッションモードで眩暈の画面効果がN64実機よりも強力に作用し、プレイが非常に困難になる。
- 『点滅表現・明度などの変更』に基づき、爆発エフェクトが暗く抑えられている（Xbox LIVE アーケードでは実施されていない調整）。
- 爆発に巻き込まれたオブジェクトの残骸が残らず、跡形もなく消える。

### CM
日本版にはBGMにSIAM SHADEの「SEXUAL SNIPER」を使用。

### サウンドトラック
2000年11月15日に、二枚組のCDがNintendo of Americaから発売されている。日本では未発売。

### 関連作品
- 北米ではゲームボーイカラー版がリリースされている。
- スピンオフ作品として、協力ミッションの2Pとして登場したジョアンナ・ダークの妹でもあるベルベット・ダークを主人公にしたサードパーソンタイプのステルスアクションゲームの『Velvet Dark』も開発されていたが中止となっている[20]。
- 2005年には、本作の3年前の2020年を舞台に主人公ジョアンナ・ダークが一人前のエージェントとなるまでの過程を描いた続編『パーフェクトダーク ゼロ』がXbox 360のローンチタイトルとしてリリースされた。
- 2020年のThe Game Awards 2020（英語版）では、Xbox Game Studios傘下のThe Initiative（英語版）によってXbox向けのリブート版が開発されていることが発表された[21]。2025年、マイクロソフトの大規模なレイオフが行われることとなり、この際にThe Initiativeの閉鎖およびリブート版パーフェクトダークの開発中止が報じられた[22]。

## リメイク版の変更

### 全般
- テクスチャの高解像度化、人・銃の3Dモデルの精密化。1080p/60fps対応。
  - 一部のキャラクターは顔のテクスチャが完全に異なるものに置き換えられている。
- Dolby Digital 5.1ch対応。サウンドファイル圧縮率の大幅な改善。
- 協力・敵対ミッション、コンバット・シミュレータのオンライン対応。コンバット・シミュレータは最大で8人のプレイヤーが参加可能。

### 武器
- Sライフルの第2武器モード「しゃがみ」が無い。[23]

### コンバット・シミュレータ
- リスポン時、目眩が元に戻るようになった。
- シミュラントへの命令「戦え」で、味方を攻撃対象に指定できなくなった。
- チート限定だったクラシックウェポンが使えるようになった。
- コントローラーを2つ用いてチャレンジを簡単にクリアできるバグの修正。

### N64日本語版との差異
XBLA版はN64北米版に基づくリメイクのため、N64日本語版と差異がある。
- 床や壁に血が付着する。（N64日本語版ではキャラクターに血が滲むのみ）
- 死体がしばらく残る。（〃ではすぐに消える）
- コンバットナイフの存在。（〃では削除）
- 一部ミッションの難易度パーフェクトでシールドが無い。（〃では有る）
- コンバットシミュレータで味方シミュラントに命令をする際、体力および使用中の武器が表示される。